# Богров, Сергей Львович
Сергей Львович Богров (1878—1923) — русский и советский дерматолог, учёный-медик, профессор Московского университета. Доктор медицины.

## Биография
Родился 26 октября (по старому стилю) 1878 года в Одессе в семье одесского (ранее перекопского) купца Льва (Лейба) Исааковича Богрова (1840—?) и Эмилии (Эстер) Григорьевны (в девичестве тоже Богровой, 1848—?), одесской купеческой дочери, — заключивших брак в Евпатории 17 августа 1872 года (среди свидетелей  бракосочетания был дядя отца — симферопольский провизор Евсей Исаакович Богров). У него были сестра Евгения (1875) и брат Николай (1879). Племянник писателя Григория Исааковича Богрова.
Выпускник медицинского факультета Московского университета (1901). По окончании учёбы поступил в ординатуру клиники кожных болезней (I МГУ), где проработал до 1921 года. В 1908 году защитил диссертацию по папиллярно-пигментной дистрофии кожи, в которой разграничил злокачественные и доброкачественные формы acanthosis nigricans. С 1909 года приват-доцент. В 1912 году первым описал микроспорию у взрослого — микоз животного происхождения. С 1918 года профессор.
С первых лет по окончании университета вёл активную просветительскую работу. С 1902 году был членом лекторской комиссии по распространению гигиенических знаний при Пироговском обществе.
Автор статей в Энциклопедии Граната.
В 1919 году возглавил секцию по борьбе с венерическими болезнями при Московском отделе здравоохранения. 17 декабря 1921 года возглавил только что созданный Государственный венерологический институт (ГВИ) в Москве, ныне Государственный научный центр дерматовенерологии и косметологии (ЦНИКВИ) на ул. Короленко.
Сергей Львович Богров издал более 100 печатных трудов по дерматомикозам, физиотерапии кожных болезней, патологической анатомии дерматозов, токсикологии антисифилитических препаратов мышьяка, патогенезу крапивницы и др.
Скончался 11 марта 1923 года в Москве. Похоронен на Новодевичьем кладбище.

## Семья
Двоюродный брат — Сергей Евсеевич Богров (19 сентября 1881, Симферополь — после 1941), выпускник юридического факультета Университета Святого Владимира (1909), присяжный поверенный, член РСДРП(б) с 1906 года, в 1918—1920 годах председатель Ревтрибунала Южного и Кавказско-Каспийского фронтов, консул СССР в Генуе и начальник сектора иностранной литературы Главлита. Сын другого двоюродного брата — анархист Дмитрий Богров.

## Труды
- К учению о папиллярно-пигментной дистрофии кожи, клиническая сторона вопроса, дисс. — М., 1908.
- К распознаванию и лечению грибковых заболеваний волосистой части головы. — М., 1911.